# 3. siječnja u Drugom svjetskom ratu
Drugi svjetski rat po nadnevcima: 3. siječnja u Drugom svjetskom ratu.

### 1944.
- Savezničko bombardiranje Splita.